# Jean-Baptiste Rousseau

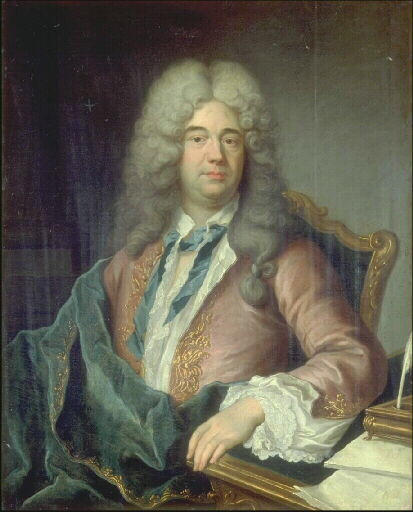
Jean-Baptiste Rousseau

Jean-Baptiste Rousseau

Jean-Baptiste Rousseau (* 6. April 1671 in Paris; † 16. März 1741 in La Genette bei Brüssel) war ein französischer Lyriker und Dramatiker. Wegen angeblich verleumderischer Verse wurde er verbannt und verbrachte den Großteil seines Lebens im Exil, wo er dennoch literarisch aktiv blieb.

## Leben und Schaffen
J.-B. Rousseau (der nicht mit seinem jüngeren und heute bekannteren Zeitgenossen Jean-Jacques Rousseau verwandt war) galt gegen 1710 als der beste französische Lyriker seiner Generation. Er wurde wegen der formalen Kunst seiner Verse mit dem großen François de Malherbe verglichen und wegen der Treffsicherheit seiner satirischen Texte mit Nicolas Boileau, der ihn als einen würdigen Nachfolger betrachtete und anleitete. Er brachte sich jedoch noch zu Lebzeiten um einen Großteil seiner Anerkennung durch eine wachsende Manie, Kollegen und auch Gönner mit Epigrammen (Spottversen) nicht nur zu erbosen, sondern zu verunglimpfen. Über seine Person sind wir nicht zuletzt dank einer anonym gedruckten Biografie aus der Feder Voltaires unterrichtet.
Rousseau wuchs auf als einziges Kind eines kleinbürgerlichen, aber relativ wohlhabenden Schuhmachers, der ihm den Besuch eines Jesuitenkollegs ermöglichte. Nach Berichten von Zeitzeugen dankte er dies seinem Vater später damit, dass er sich seiner schämte und in der Öffentlichkeit nicht von ihm gekannt zu werden wünschte.
Nachdem er zunächst als Angestellter eines Anwalts gearbeitet hatte, wurde er Privatsekretär des Comte (Graf) de Tallard, den er 1697 auf einer längeren Mission als Botschafter nach London begleiten durfte. Auch andere Türen der Pariser Gesellschaft öffneten sich ihm, u. a. die des Barons de Breteuil, des Vaters von Émilie du Châtelet.
Seine dichterische Produktion scheint zunächst vor allem vom Ehrgeiz bestimmt. Er begann mit einer Psalmen-Nachdichtung, die er über einen frommen Höfling am fromm gewordenen Hof des späten Ludwigs XIV. zu lancieren schaffte, was ihm den Auftrag einbrachte, religiöse Lyrik zur Erbauung des Enkels des Königs zu schreiben. Zugleich, denn er hatte auch Zugang zum freidenkerischen Kreis um Philippe de Vendôme, den Chef des Malteserordens in Frankreich, verfasste er hier erotisch anzügliche und religiös respektlose Gedichte.
Sein größter Ehrgeiz war jedoch ein Erfolg als Dramatiker. So verfasste er zwischen 1694 und 1702 zwei Opernlibretti und vier Komödien, von denen aber nur eine, Le Flatteur (1698, dt. der Schmeichler), beim Publikum halbwegs ankam. Vier spätere Komödien blieben ungedruckt und unaufgeführt.
Seinen Ruhm als „Prince des poètes“ (Dichterfürst) verdiente er sich schließlich mit sakralen und profanen Kantaten und Oden. In ihnen verarbeitet er (ähnlich wie die barocken Maler der Zeit) vor allem Stoffe und Situationen aus der biblischen und der antiken Geschichte und mehr noch der griechisch-römischen Mythologie, die er in kunstvoll ziselierten Versen und Strophen, einem hochrhetorischen Stil und einer Sprache und Metaphorik voller literarischer, besonders klassisch-antiker Reminiszenzen, darstellte.
1701 wurde er in die Académie des Inscriptions et Belles-Lettres aufgenommen. Als danach ein hochstehender Gönner ihm ein Amt in der Finanzverwaltung zu verschaffen anbot, wies Rousseau dies stolz zurück: es sei mit seiner Dichterrolle unvereinbar.
In der Folgezeit wurde er mehr und mehr zum Opfer seines schwierigen Charakters. So vermutete er die Ursache seines Misserfolgs als Dramatiker in einer Verschwörung von Kollegen, die wie er im Kaffeehaus der Witwe Laurent verkehrten. Als er seinem Ärger mit anonymen Epigrammen auf sie Luft machte, die er heimlich dort auslegte, erhielt er Hausverbot und bekam es schließlich sogar mit der Polizei zu tun, als er die Kollegen weiter per Post drangsalierte.
1710 scheiterte er entsprechend kläglich mit seiner Kandidatur für die Académie française, was ihn zu neuen gehässigen Epigrammen auf Kollegen animierte, insbesondere Antoine Houdar de la Motte, den man ihm vorgezogen hatte, aber auch auf hochstehende Personen.
Nachdem er wegen einiger besonders boshafter Epigramme Schwierigkeiten bekommen hatte, versuchte er die Autorschaft zu leugnen und sie einem Kollegen (Joseph Saurin) zuzuschreiben. Als dieser seine Verantwortung bestritt, bot Rousseau eine gekaufte Zeugenaussage gegen ihn auf und brachte ihn für geraume Zeit sogar ins Gefängnis. 1712 wurde er jedoch zur Zahlung von 4000 Francs Schmerzensgeld verurteilt und wegen Verunglimpfung von Personen, aber auch der Religion, auf Lebenszeit aus Frankreich verbannt.
Nach Aufenthalten in Solothurn/Schweiz (als Gast des dortigen französischen Botschafters Charles François de Vintimille!), in Wien (wo ihn drei Jahre lang Prinz Eugen alimentierte) und in Holland ließ er sich 1717 in Brüssel nieder (wo er im Haus der Grafen von Aremberg Aufnahme fand). Hier erreichte ihn im selben Jahr das Angebot einer Begnadigung, die der Baron de Breteuil für ihn erwirkt hatte. Rousseau verlangte jedoch seine offizielle Rehabilitierung, für die sich aber niemand starkzumachen bereit war.
In Brüssel besuchte ihn 1722 Voltaire, der ihm 1710 in Paris als hoffnungsvoller junger Dichter vorgestellt worden war. Die beiden Männer schieden im Zorn. Auch andere zunächst wohlwollende Personen, die er dank seines Ruhmes immer wieder als Gönner fand, stieß Rousseau fast regelmäßig vor den Kopf.
Schon 1712 hatte er in Solothurn eine Werkausgabe publiziert. 1723 ließ er in London unter dem Titel Odes, cantates, épigrammes et poésies diverses eine zweibändige Ausgabe seines lyrischen Schaffens erscheinen, die bis 1734 mehr als zehnmal nachgedruckt wurde. Hiernach geriet seine Position als Autor ins Wanken. Der literarische Geschmack hatte sich in Richtung Rokoko verändert, d. h. zu mehr Leichtigkeit und Einfachheit, so dass seine dem barocken Klassizismus verpflichteten Texte nun als schwülstig und überladen erschienen.
1737, nach einem Schlaganfall, versuchte Rousseau die Erlaubnis zur Rückkehr nach Paris zu bekommen und hielt sich 1738 mehrere Monate unter falschem Namen dort auf. Die Demarchen einiger letzter Gönner blieben jedoch erfolglos. Auch die Frömmigkeit, zu der er sich bekehrt hatte, nutzte offenbar nichts. Diejenigen Literaten, die ihn noch kannten, nahmen ihn nicht mehr ernst. Die der Aufklärung nahestehenden Autoren betrachteten ihn sogar als Unperson. Die spöttisch-herablassende Rousseau-Vita Voltaires stammt aus dieser Zeit.
Rousseau musste 1739 zurück nach Brüssel, wo er seine letzten Jahre verbrachte.
Immerhin wurde er um 1745 noch als „le grand Rousseau“ von dem jüngeren Jean-Jacques Rousseau unterschieden, als dieser in den Pariser Literaturbetrieb eintrat. Die Romantiker, die ihn als einst maßgeblichen Lyriker aus ihren Schulbüchern kannten, stempelten ihn endgültig als gefühlskalten Verseschmied ab. Erst in neuerer Zeit wird diese oder jene Ehrenrettung versucht und vor allem sein Talent als Satiriker anerkannt.

## Werke
- Le Café, Komödie in 1 Akt, in Prosa (1694)
- Jason, Oper in 5 Akten, in Versen (1696)
- Le Flatteur, Komödie in 5 Akten, in Prosa (1698)
- Vénus et Adonis, Oper in 5 Akten, in Versen (1697)
- Le Capricieux (der Launische), Komödie in 5 Akten, in Versen (1700)
- La Noce de village (die Dorfhochzeit), Maskenspiel (1700)
- La Ceinture magique (der Zaubergürtel), Komödie in 1 Akt, in Prosa (1702)
- Œuvres (Werke), (1712)
- Odes, cantates, épigrammes et poésies diverses, 2 Bde. (1723)
- L’Hypocondre (der Hypochonder), Komödie, unaufgeführt
- La Dupe de lui-même (betrogen von sich selbst), Komödie, unaufgeführt
- La Mandragore (die Alraunwurzel), Komödie, unaufgeführt
- Les Aïeux chimériques (die märchenhaften Vorfahren), Komödie, unaufgeführt
- Lettres sur différents sujets de littérature (Briefe über verschiedene Literaturfragen) (postum 1750)